# 激写
『激写』（げきしゃ）は、写真家・篠山紀信が女性たちをモデルに撮影したグラビア写真シリーズに冠されたタイトルである。

## 概要
『激写』シリーズは、雑誌『GORO』（小学館）に連載された。「激写」と名づけられた最初のグラビアは、『GORO』の創刊1周年にあたる1975年5月22日号（通巻第24号）に掲載された山口百恵のグラビアである。
素人女性モデルのヌード写真や、当時の人気歌手山口百恵、岩崎宏美、南沙織（のち篠山夫人となる）、女優水沢アキらの写真が人気を集めた。
1975年には、『激写』シリーズの作品を集めた写真集『激写・135人の女ともだち』（小学館）が刊行され、70万部を超えるベストセラーとなった。また、『別冊BIG GORO 激写』という篠山が全撮影を行った大判の個人誌も発行されている。さらに、1979年には、『NHK特集』で山口百恵の多数のスチル写真で構成された番組、『激写・山口百恵』が放映された。1982年からは『激写文庫』が刊行されている。当時、流行語となり、例えば「激安」のように「激〜」という造語が多く造られた。
なお、「激写」は、小学館により、写真集などについて商標登録されている（商標登録第1480595号、商標登録第2690769号）。

## 激写関連写真集等
※芸文社『アイドル発掘写真館デラックスVol.4』（1998年4月15日号）42-53頁には、激写文庫（旧）および（新）の主要な写真の抜粋からなる特集がある。

### 激写文庫(旧)
B6判変型（文庫版より若干大きい判型）。
- 石井めぐみ そっと (1982.5)
- 川島なお美 わたし (1982.5)
- 川村ひとみ ようこそ (1982.5)
- 木村理恵 いつのまに (1982.5)
- 杉田かおる ひとり (1982.5)
- 西島玲子 じゃ、また (1982.5)
- 浜田朱里 わらって (1982.5)
- 吉川とも子 バンビ (1982.5)

### 激写文庫(新)
文庫判。26～30には連続した番号が振られているが、タイトルは「新・激写文庫」となっている。
1. 水沢アキの情熱 (1986.3)
2. 山口百恵の時代から (1986.3) 山口百恵・田中こずえ・中村久美・沢木陽子・中村れい子他
3. 10人の10代物語 (1986.3) 洞口依子・佐藤留美他
4. 松本小雪という不思議少女 (1986.3）
5. わたしの部屋みせてあげる (1986.3) 松本朗子・長谷川しおり他
6. 感謝状8人のアイドル様 (1986.5) 川島なお美・石野真子・宮崎美子他
7. 休日の少女たち (1986.5) 村山くみ子・杉本まり子・秋山ゆかり他
8. 女優の秘密 (1986.5) 川上麻衣子・倍賞美津子・賀田裕子他
9. 恋人ごっこ (1986.5) 愛&愛子・紀子&裕子他
10. いさ子の夏奈津子の冬 (1986.5) 鷲尾いさ子・山本奈津子
11. 樋口可南子・贅沢な時間 (1986.10)
12. 旅をしましょう、いっしょに (1986.10) 小沢真美子・久保田礼子他
13. 3つの密室 (1986.10) 秋元ともみ・篁友紀子・杉田かおり
14. シシリーの風-カリフォルニアの太陽 (1986.10) 沢田和美・森下愛子
15. Tokyo 7 girls (1986.10) 柳沢淑子・西尾めぐみ他
16. 明日嵐がくる (1989.1) 名取裕子
17. メガロポリス・トーキョー (1989.1) 高樹沙耶
18. 8年が過ぎた (1989.1) 洞口依子
19. 亜熱帯 (1989.1) 青山知可子
20. 雪がやんで泣いた (1989.1) 寺田まなみ
21. レイコ&麗奈 (1991.5) 葉山レイコ・村上麗奈
22. 20歳の光と影 (1991.5) 山本京子・椎名はるか
23. あれ以前それ以前 (1991.5) 盛本真理子・かいはるみ・穂高奈々
24. 充分な青春 (1991.5) 大野由里子・川副優子・山崎由香子
25. 5 queens (1991.5) 沢田夏子・西部裕子他
26. はじまりの春、おわりの冬 (1994.1) 西奈真里
27. 鷲尾いさ子 CIAO! (1994.1)
28. 今日のために生まれた (1994.1) 河合みわこ・神菜萌子他
29. 美しい悪戯 (1994.1) 氷室由季・飯村いづみ・荒井晶子
30. 三人関係 (1994.1) 真田一未・花梨奈・矢島知香

### その他写真集
- 激写・135人の女ともだち (1979年 小学館)
- FIFTEEN'S (1988年 小学館) 小原靖子（相原勇）、洞口依子他
- 5 QueenS 激写15周年記念 GORO SPECIAL MOOK (1990年 小学館) 山口芳美、沢田夏子他
- 激写2000 (2000年 小学館) 美崎涼香（秋菜里子）、葵みのり、武田和季他

### DVD
- 山口百恵 激写/篠山紀信

## 激写QUEENコンテスト
1989年、『GORO』の創刊15周年記念企画として、激写QUEENコンテストが行われた。激写のモデルを一般公募するのは、14年の激写の歴史上初めてのことであった。
1989年5月11日号（No.10）で募集を告知。2,544名の応募者から20名の最終ノミネートを選出し、9月14日号（No.18）から10月12日号（No.20）の3号にわたり読者投票を実施。最終的には、篠山紀信、長友啓典、編集長の3名の審査委員により、以下の受賞者が決定された。
- クイーン賞 - 山口芳美
- プリンセス賞 - 小沢恭子
- シンデレラ賞 - 沢田夏子
- 特別賞 - 西部裕子、中山れい子、有沢彩

病気療養を理由に活動しなかった有沢を除き、受賞者は『GORO』の激写に登場したほか、翌1990年には激写15周年を記念して、受賞者5名の写真集『5 QueenS』が出版された。